# ایناویو فارما
ایناویو فارما (انگلیسی: Inovio Pharma) شرکت داروسازی آمریکایی است، که در سال ۱۹۹۸ تأسیس شد.